# Tassousfi
Tassousfi  (in arabo تسوسفي‎?) è un centro abitato e comune rurale del Marocco situato nella provincia di Taroudant, regione di Souss-Massa. Conta una popolazione di 6 724 abitanti (censimento 2014).